# Rotherbaum
Rotherbaum, Hamburg-Rotherbaum – dzielnica miasta Hamburg w Niemczech, w okręgu administracyjnym Eimsbüttel. 

## Historia
Od roku 1800, dostojni i bogaci obywatele Hamburga budowali rezydencje na brzegu jeziora Außenalster, aby przenieść się z miasta do lepszej okolicy. Przykładem jest budynek przy ulicy Alsterufer 27, zbudowany przez Martina Hallera, architekta ratusza hamburskiego. Późniejszym właścicielem budynku był Wilhelm Anton Riedemann, założyciel Deutsch-Amerikanische Petroleum-Gesellschaf (ExxonMobil). Począwszy od 2009 roku w budynku znajduje się Konsulat Generalny Stanów Zjednoczonych. 1 kwietnia 1938 na mocy ustawy o Wielkim Hamburgu Rotherbaum został włączony w granice miasta. Od 1946 do 1948 roku w Curiohaus odbywały się procesy wojenne w których skazani zostali między innymi Alfred Trzebinski i Otto Harder.  
W Rotherbaum znajdują się między innymi stadion tenisowy Am Rothenbaum, oraz kampusy uniwersytetu hamburskiego i Wyższej Szkoły Muzyki i Teatru.